# 나가이 마리아
나가이 마리아(일본어: 永井 マリア ながい まりあ[*]/Maria nagai, 1996년 12월 18일 ~ )는 일본의 애로배우라고 한다. 일본의 아이치현에서 살고 있다. 20살때 시작을 했다. 부친이 일본인이고 모친이 스페인계 필리핀인 사이에서 태어났다. 고등학교 졸업 후 바로 데뷔해 활동하고 있다. 글래머함을 유지하기 위해 계속 웨이트 트레이닝을 한다고 한다. 가슴과 엉덩이에 집중적으로 운동을 하고 배와 팔, 다리는 계속 살을 뺐다고 한다.
예의가 바르다는 미담이 있는데, 실제로 나가이 마리아와 만나본 사람들 말로는 친절하고 착하다고 한다.
여러 플랫폼에서도 활발히 활동하는 중이며 인스타, 트위터, 틱톡, OnlyFans를 자주 이용한다.
그리고 AV도 활동을 많이 하고 있다.
세계적으로 꽤 유명하다. 특히 아시아권에서 유명하며 한국에서도 마니아층이 많다.
전형적인 서양 포르노 배우나 인스타 모델들 같은 날씬한 허리와 큰 가슴과 엉덩이를 모두 가지고 있다. 키는 160cm(5 ft 3 in)의 평범한 키에 매우 날씬하며 몸무게는 55kg(121 lb)나가는데 가슴이 무려 쓰리 사이즈는 B120 - W61 - H120 엉덩이는 좋은 비율을 가지고 있다. 그런데 꼭 몸매 때문은 아니고 미모도 한 몫한다.